# Municipio de Monroe (condado de Allen, Indiana)
El municipio de Monroe (en inglés: Monroe Township) es un municipio ubicado en el condado de Allen en el estado estadounidense de Indiana. En el año 2010 tenía una población de 1927 habitantes y una densidad poblacional de 30,08 personas por km².

## Geografía
El municipio de Monroe se encuentra ubicado en las coordenadas 40°57′55″N 84°50′33″O / 40.96528, -84.84250. Según la Oficina del Censo de los Estados Unidos, el municipio tiene una superficie total de 64.06 km², de la cual 64.06 km² corresponden a tierra firme y (0%) 0 km² es agua.

## Demografía
Según el censo de 2010, había 1927 personas residiendo en el municipio de Monroe. La densidad de población era de 30,08 hab./km². De los 1927 habitantes, el municipio de Monroe estaba compuesto por el 98.44% blancos, el 0.1% eran afroamericanos, el 0.05% eran amerindios, el 0.05% eran asiáticos, el 0.05% eran isleños del Pacífico, el 0.73% eran de otras razas y el 0.57% pertenecían a dos o más razas. Del total de la población el 1.76% eran hispanos o latinos de cualquier raza.